# Tres
|  | Per a altres significats, vegeu «Tres (desambiguació)». |

El tres és el nombre natural que segueix el dos i precedeix el quatre. S'escriu 3 en xifres àrabs, III en les romanes i 三 en les xineses. L'ordinal corresponent és tercer/tercera. El quantitatiu (quantitat) és tres (En vull tres). L'agrupament és treset (com duet per a dos o quartet per a quatre; en notació musical un treset és un grup de tres notes que sonen en el temps de dues) o bé trio (Tinc un trio: tres cartes del mateix índex i diferent pal). El múltiple és triple. El divisor és un terç.
El 3 és el segon nombre primer i el primer nombre primer senar (tenint en compte que el número 1 no és considerat un nombre primer). A més, el 3 és el primer nombre primer de Fermat (n=0), i el següent nombre primer de Fermat és el 5. És el primer nombre primer de Mersenne, i el següent nombre primer de Mersenne és el 7.
El 3 també és el segon nombre triangular, després de l'1 i abans del 6.
El 3 és el quart terme dels nombres de Fibonacci, després del 2 i abans del 5.
El sistema en base 3 s'anomena ternari de la mateixa manera que el sistema en base dos s'anomena binari.
3 és la part entera del nombre pi.
3 és el nombre mínim de costats, de vèrtexs o d'angles per formar un polígon: el triangle.
Si es multiplica un nombre per tres s'obté el triple d'aquest nombre; mentre que si es divideix per tres s'obté un terç. El cub d'un nombre es representa amb el 3 com a exponent. Existeixen diversos prefixos que signifiquen tres i participen en la construcció d'una gran quantitat de paraules d'ús quotidià: ter i tri, com en terciari i trinitat.
En moltes cultures el 3 es representa mitjançant tres punts o tres traços (horitzontals o verticals). Per exemple, en la numeració romana (III) i en la numeració xinesa (三).

## Ocurrències del tres
- En el cristianisme és un nombre símbol de Déu, ja que tres són els costats del triangle amb què es representa i tres són les persones que el formen (Santíssima Trinitat).[13] Per això apareix en multitud d'obres religioses
- En un triumvirat, tres són els governants (en l'antiga Roma, triumvirs).[14]
- Els arbres de moltes embarcacions: fragata, vaixell de línia, xabec…
- Les potes d'un trípode.[15]
- El nombre d'obres d'una trilogia.[16]
- Les tres fases del procés dialèctic de Hegel
- Es refereix al terme mitjà, a l'equilibri. També a la comunicació en numerologia
- És el nom d'un instrument de corda.
- Els tres estaments socials de l'edat mitjana o de l'Antic Règim.[17]
- Tres tipus d'ànima segons Aristòtil.
- Les dimensions físiques aparents de l'univers.
- El triedre o tríedre és l'angle en el que convergeixen tres cares, o bé tres semirectes, o bé tres arestes.[18]
- Reis Mags d'Orient.
- És el nombre atòmic del liti[19]
- Els tres poders de l'Estat de Dret: executiu, legislatiu i judicial.
- Les negacions de Sant Pere.[20][21]
- Les tres Gràcies i Parques gregues
- El nombre de dies que Jesús passà al sepulcre abans de ressuscitar.[22]
- El nombre estructural de La Divina Comèdia de Dante.[13]
- Els colors primaris són vermell, blau, groc.[23]
- Tres anys duren les diplomatures universitàries espanyoles.
- Edat per començar l'educació infantil de segon cicle a Espanya.
- Avaluacions tradicionals a l'escola.
- Oportunitats "fins que va la vençuda" segons la dita popular.[24]
- Els costats d'un triangle[25]
- Per als xinesos representa la vida[26]
- Estructura la cosmologia indoeuropea segons la hipòtesi de Georges Dumézil
- Designa l'any 3 i el 3 aC
- És el tercer nombre de Lucas.[27]
- És el primer nombre de Thàbit.[28]
- És el segon nombre de la sort d'Euler.[29]
- És el primer nombre primer de Proth.[30]
- És el primer nombre nombre de Cullen.[31]